# ميخائيل هوي (لاعب غولف)
ميخائيل هوي (بالإنجليزية: Michael Hoey)‏ هو لاعب غولف بريطاني، ولد في 13 فبراير 1979 في Ballymoney ‏ في المملكة المتحدة.

## وصلات خارجية
- ميخائيل هوي على موقع رابطة أوروبا للاعبي الغولف المحترفين (الإنجليزية)
- ميخائيل هوي على موقع التصنيف العالمي الرسمي للغولف (الإنجليزية)